# 琪苏
克里斯特尔·马丁娜·罗斯贝里（瑞典語：Christel Martina Roosberg，1982年1月3日—），原名克里斯特尔·马丁娜·松德贝里（Christel Martina Sundberg），艺名琪苏（Chisu，读作），芬蘭瑞典族女歌手。